# Acorralat (pel·lícula de 1965)
Acorralat (títol original: Mickey One) és una pel·lícula neo-noir estatunidenca de 1965 protagonitzada per Warren Beatty i dirigida per Arthur Penn a partir d'un guió d'Alan Surgal. Està doblada al català.

## Argument
Després d'incórrer en la ira de la màfia, un còmic fuig de Detroit cap a Chicago, prenent el nom de Mickey One (nom d'una targeta de la Seguretat Social que roba a un home sense sostre). Utilitza la targeta per aconseguir feina en un restaurant de mala qualitat. Estalvia prou diners amb el seu baix salari per llogar una habitació en una casa i comprar-se roba nova. Finalment torna als escenaris com a còmic, però desconfia de tenir èxit, tem que cridi massa l'atenció. Quan rep una reserva al club de luxe Xanadu, descobreix que el seu primer assaig s'ha convertit en una "audició" especial per a un home invisible amb una veu aterridora i brusca. Paranoic que la màfia l'hagi trobat, en Mickey fuig. Decideix esbrinar qui és el "propietari" d'ell, tanmateix, no sap què va fer per enfadar-los ni quin és el seu deute. Buscant un mafiós que parli amb ell, és colpejat per diversos porters d'una discoteca. Mickey finalment conclou que és impossible escapar, així que es recupera i fa el seu acte de totes maneres.

## Repartiment
- Warren Beatty com Mickey One
- Alexandra Stewart com Jenny Drayton
- Hurd Hatfield com Ed Castle
- Franchot Tone com Rudy Lopp
- Jeff Corey com Larry Fryer
- Kamatari Fujiwara com l'artista
- Donna Michelle com la noia
- Ralph Foody com capità de policia

## Estrena i recepció
Penn va rebre una nominació al Lleó d'Or al Festival de Cinema de Venècia. Tanmateix, la reacció crítica va ser majoritàriament negativa. Bosley Crowther a The New York Times va elogiar l'estil visual però va afirmar que la pel·lícula era "pretensiosa i monòtona". Time va anomenar la pel·lícula, "mai avorrida però mai precisa, i finalment es fa a trossos enmig de l'estancament dels seus propis símbols". El 1979, James Monaco va escriure que Acorralat "excepte Interiors de Woody Allen, és la pel·lícula més pretensiosa d'un gran cineasta estatunidenc en els últims trenta anys".
Beatty i Penn no es portaven bé mentre feien aquesta pel·lícula. Beatty va recordar més tard: "Vam tenir molts problemes amb aquella pel·lícula, perquè no sabia què dimonis estava intentant fer l'Arthur i vaig intentar esbrinar... No estic segur que es conegués a si mateix" i va afegir., "Per a mi, els gags que el noi havia de fer a Acorralat no eren divertits i aquesta sempre va ser la meva queixa amb Arthur". El productor Harrison Starr va recordar: "Warren i Arthur van tenir moltes desavinences... el paper era bàsicament el paper d'un excèntric, una persona els dimonis interiors de la qual es reflectien al món que habitava... i crec que això va ser difícil per a Warren de fer-lo interpretar." No obstant això, Beatty i Penn van fer equip de nou per a Bonnie i Clyde el 1967.

## Banda sonora
La banda sonora de la pel·lícula, reverberant amb indicis de tot, des de Béla Bartók fins a la bossa nova, va tornar a unir Stan Getz amb l'arranjador Eddie Sauter, després del seu àlbum Focus (1961).